# 森永直人
森永 直人（もりなが なおと、1994年7月5日 - ）は、日本の脚本家。兵庫県出身。映像制作団体INDIEZの全ての作品の脚本を務める。

## 来歴
- 日本大学芸術学部を中退し、フリーの脚本家を志す。
- 第6回TBS連ドラ・シナリオ大賞入選[1]。
- 共同テレビ所属の木村真人[2]と共にINDIEZを立ち上げ『タスクとリンコ[3]』の制作を発表。
- 演劇媒体nagana-waの主宰として『海東翔さえいなければ[4]』作・演出を務める。
- INDIEZから『タスクとリンコ』と『主人公』を発表。(2019年10月現在)

## 人物
- 「主人公」の完成披露試写会では多くのキャストからムードメーカーとされた。[5]

## 作品

### Webドラマ
- タスクとリンコ[6]（2019年1月14日-21日、YouTube）
- 主人公[7]（2019年9月2日-10月7日、YouTube）
- 作家の夜[8]（2019年12月30日-31日、YouTube）
- わたしとあなたの（2020年6月1日、YouTube）
- MALICE(マリス)（2023年9月14日-10月2日、U-NEXT）制作主任

### テレビドラマ
- 坂の上の赤い屋根（2024年3月3日-、WOWOW）制作主任
- ファーストステップ3～世界をつなぐ平和への願い～（2024年3月24日、BSよしもと）制作担当
- 心はロンリー 気持ちは「・・・」FINAL （2024年4月27日、フジテレビ）制作主任
- ブルーモーメント （2024年4月24日-、フジテレビ）制作主任
- 復讐カレシ～溺愛社長の顔にはウラがある～（2025年2月27日-、MBS）制作担当

### 舞台
- 海東翔さえいなければ[9]（2018年7月14日-16日、シアターシャイン）演出兼務
- 失われたい命[10]（2019年8月15日-18日、横浜STスポット）出演兼務
- プラザ･スイート（2020年5月8日-10日、浅草九劇）演出のみ《公演中止》
- ジーンのせいで（2020年8月6日-10日、THEATER BRATS）出演兼務《公演中止》
- せまい世界のせつない生活（2020年12月10日-13日、THEATER BRATS）出演兼務